# Pluwig
Pluwig est une municipalité de la Verbandsgemeinde Ruwer, dans l'arrondissement de Trèves-Sarrebourg, en Rhénanie-Palatinat, dans l'ouest de l'Allemagne.

## Géographie

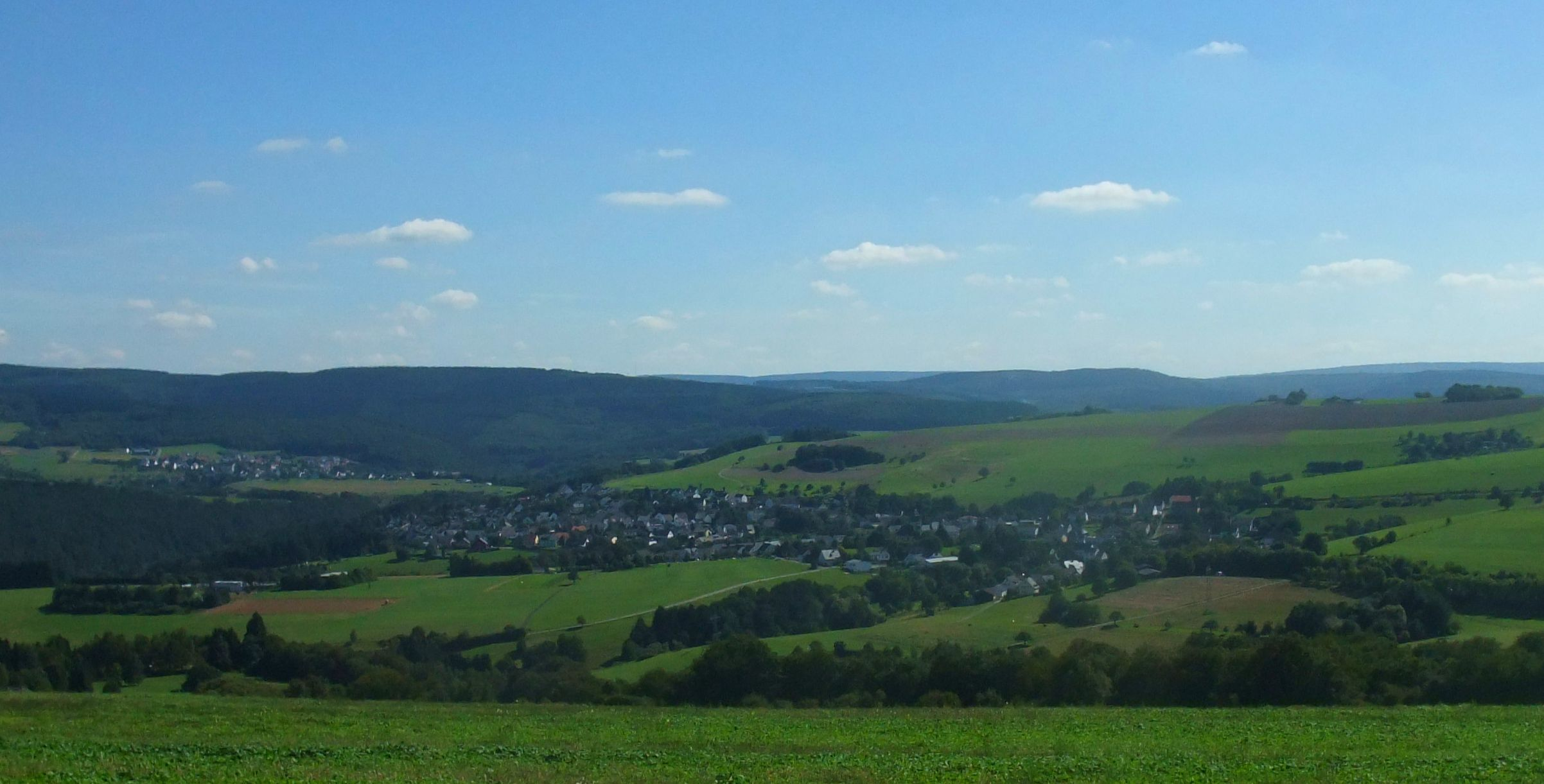
Vue de Pluwig.